# Посёлок кирпичного завода (Орехово-Зуевский район)
Посёлок кирпичного завода — посёлок в Орехово-Зуевском муниципальном районе Московской области. Входит в состав сельского поселения Белавинское. Население — 0 чел. (2010).

## Расположение
Посёлок Кирпичного Завода расположен в восточной части Орехово-Зуевского района, примерно в 12 км к юго-востоку от города Орехово-Зуево.

## История
До 2006 года посёлок входил в состав Белавинского сельского округа Орехово-Зуевского района.

## Население
| 2002 | 2006 | 2010 |
| ---- | ---- | ---- |
| 0    | →0   | →0   |